# 이연향
이연향은 대한민국의 통역관이다. 2019년 2월 기준 미국 국무부 통역국장이다.

## 학력
- 서울예술고등학교 음악과 (졸업)
- 연세대학교 음악대학 성악과 (학사)
- 한국외국어대학교 통번역대학원 (졸업)

## 경력
- 1996년 ~ 2003년 : 미국 몬트레이통번역대학원 교수
- 2004년 ~ 2009년 : 이화여자대학교 통역번역대학원 교수
- 2009년 ~ : 미국 국무부 통역국장